# Kanariya
Kanariya è un brano musicale della cantante giapponese Ayumi Hamasaki, pubblicato come suo dodicesimo singolo l'8 dicembre 1999. Il brano è il settimo estratto dall'album Loveppears ed è arrivato alla seconda posizione della classifica Oricon dei singoli più venduti in Giappone vendendo un totale di 289 200 copie.

## Tracce
CD Maxi AVCD-30067
Testi e musiche di Ayumi Hamasaki, Hoshino Yasuhiko, Jonathan Peters.
1. Kanariya (Jonathan Peters' Vocal Club Mix)
2. Kanariya (Struggle Mix)
3. Kanariya (Hal's Mix)
4. Kanariya (DJ-Turbo Club Mix)
5. Kanariya (Dub's Energy Remix)
6. Two of Us (Hal's Mix)
7. Kanariya (Spazm Mix)
8. From Your Letter (Pandart Sasanooha mix)
9. Kanariya (Big Room Mix)
10. Kanariya (Hiroshi's Nite Clubbing Mix)
11. Kanariya (Full Vocal Mix)
12. Kanariya (Original Mix -Radio Edit-)
13. Kanariya (Vocal Track)

Durata totale: 78:13

## Classifiche
| Classifica (1999)           | Posizione più alta |
| --------------------------- | ------------------ |
| Oricon Weekly Singles Chart | 2                  |